# Pointe de la Grande Falaise
Pour les articles homonymes, voir Falaise (homonymie).
La Pointe de la Grande Falaise est un cap de la Guadeloupe de la pointe de la grande vigie. 
Il fait face à la pointe du Piton et à l'îlet Le Piton en direction de la pointe de la grande vigie. 

## Galerie

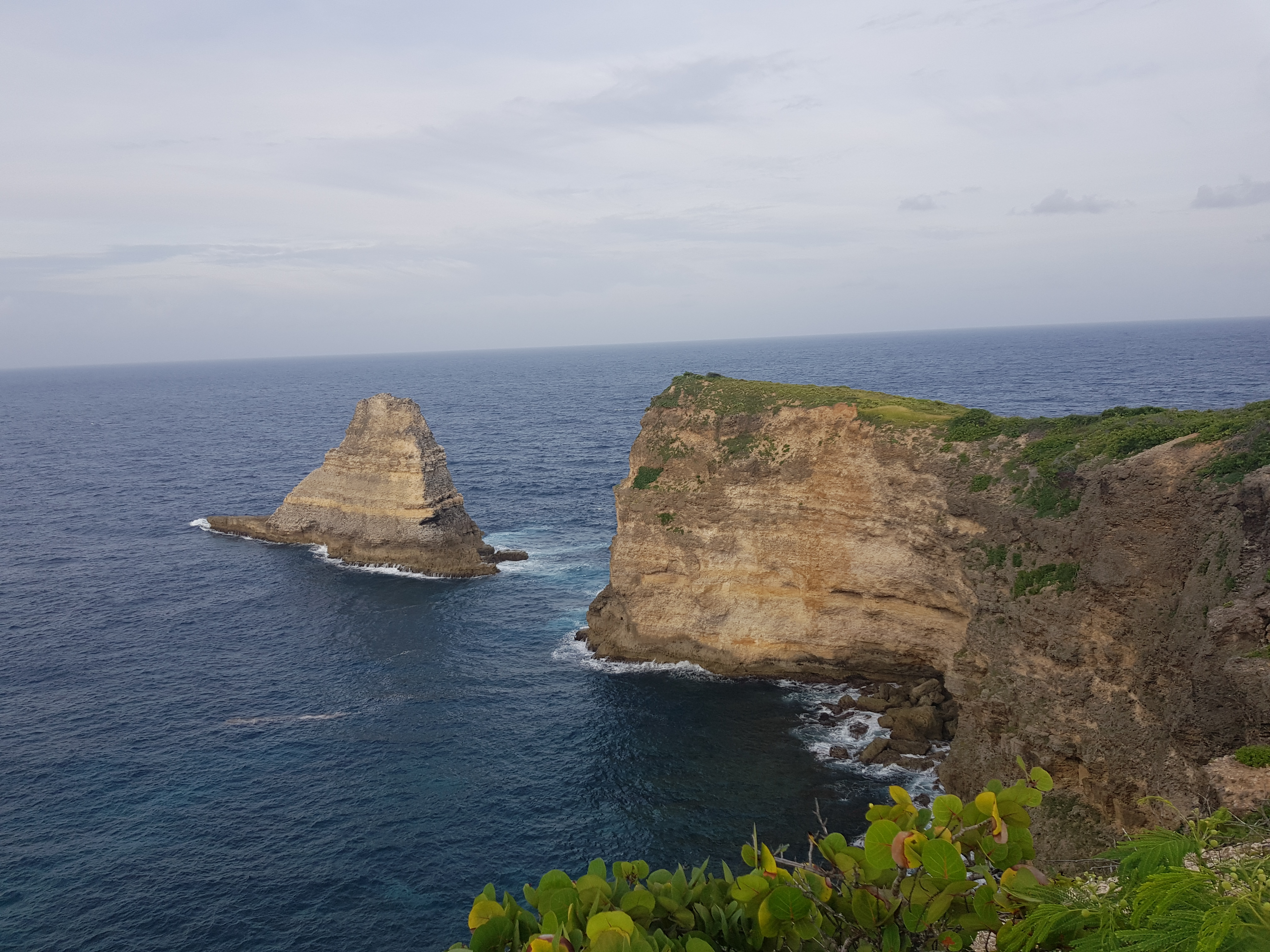
îlot Le Piton et pointe du Piton
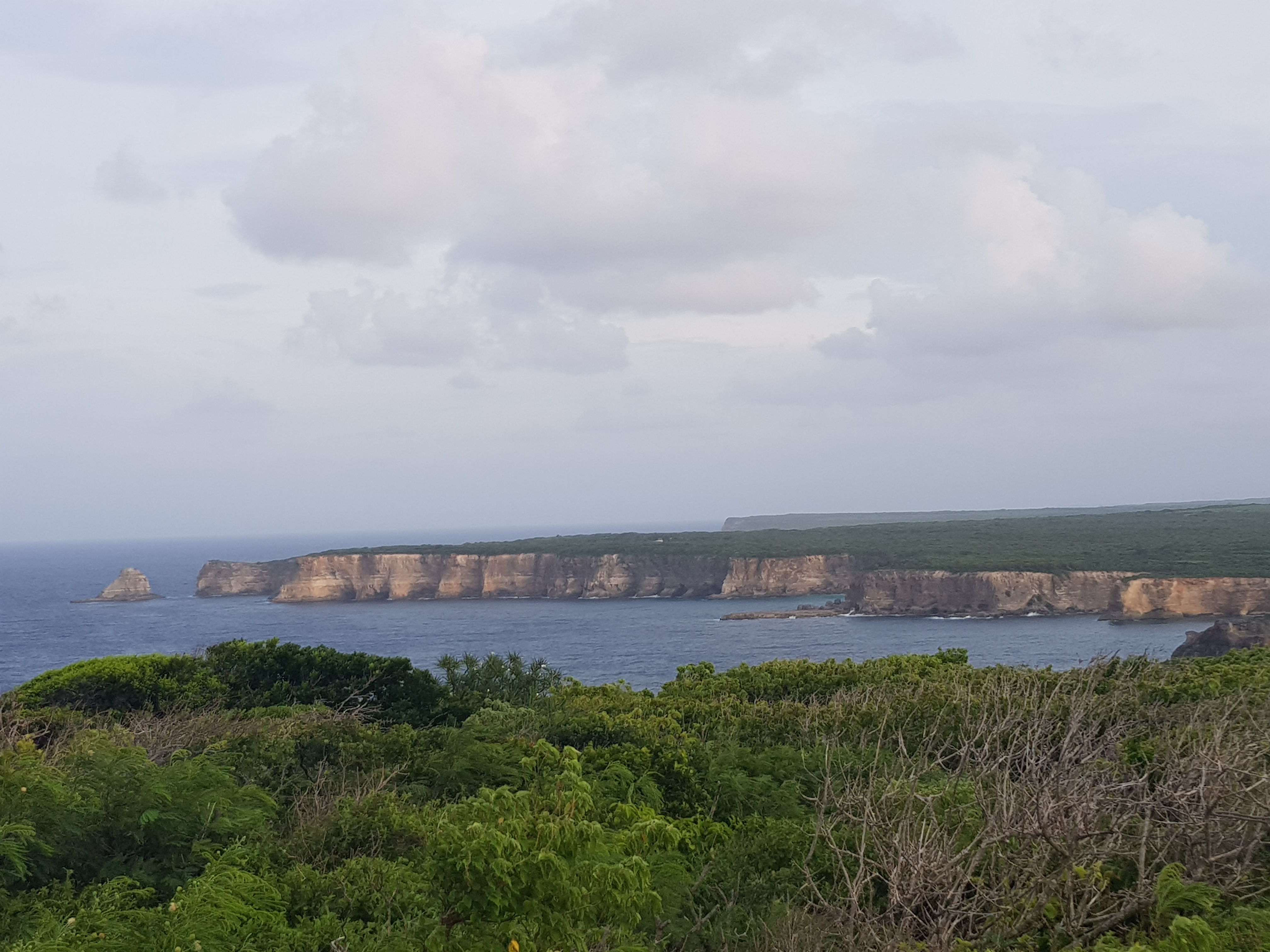
Côte de la pointe de la Grande Vigie à la pointe du Piton